# Harold Pender Award
Der Harold Pender Award ist eine Auszeichnung für herausragende Ingenieure, die Bedeutendes für die Gesellschaft geleistet haben, vergeben von der School of Engineering and Applied Science der University of Pennsylvania. Er ist nach Harold Pender, ehemaliger Dekan der Moore School of Engineering der Universität, benannt. Er wurde seit 1972 zunächst jährlich und dann in unregelmäßigeren Abständen vergeben.

## Preisträger
- 1972: Edward E. David Jr., wissenschaftlicher Berater des US-Präsidenten
- 1973: John Mauchly und J. Presper Eckert, Erfinder des ENIAC
- 1974: Peter C. Goldmark, Erfinder unter anderem der 33-1/3 rpm Langspielplatte
- 1975: Chauncey Starr, Gründer des Electric Power Research Institute (EPRI)
- 1976: Hyman G. Rickover, Admiral und Vater der nuklearen Antriebe in der US Navy
- 1977: Jan Rajchman, Elektronik, Informatik
- 1978: Claude E. Shannon, Begründer der Informationstheorie
- 1979: Edwin H. Land, Erfinder der Sofortbildkamera
- 1980: Robert Noyce, Erfinder des integrierten Schaltkreises
- 1981: Richard W. Hamming, Vater der Kodierungstheorie
- 1982: Maurice V. Wilkes, Entwickler des EDSAC und Autor des ersten Lehrbuchs für Programmierer
- 1983: John Backus,  Speed-Coding und FORTRAN
- 1984: Carver Mead und Lynn Conway, Entwicklung von CAD-Techniken für VLSI-Systeme und Autoren eines entsprechenden Lehrbuchs über VLSI-Design
- 1985: Amnon Yariv, Quantenelektronik, integrierte Optik
- 1986: Ronold W. P. King, führend in der Theorie von Antennen
- 1987: Herbert A. Simon, künstliche Intelligenz, Kognitionswissenschaften
- 1988: John Bardeen, Miterfinder des Transistors und Theorie der Supraleitung
- 1989: Leo Esaki, Tunnelphänomene in Halbleitern, Quantentöpfe
- 1990: Dana S. Scott, Semantik Programmiersprachen
- 1991: Arno Penzias, kosmischer Mikrowellenhintergrund
- 1993: Hiroshi Inose, Digitale Kommunikation, Einfluss der Informationstechnologie auf die Gesellschaft
- 1995: George Dantzig, Simplex-Algorithmus, lineare Programmierung
- 1999: John H. Holland, genetische Algorithmen
- 2000: Jack Kilby, integrierte Schaltkreise
- 2002: John J. Hopfield, neuronale Netzwerke
- 2003: Dennis Ritchie und Ken Thompson, Unix, C
- 2006: Mildred Dresselhaus, Kohlenstoff-basierte Nanostrukturen
- 2010: Robert E. Kahn und Vinton G. Cerf, TCP/IP-Protokoll für das Internet
- 2013: Barbara Liskov, Programmiersprachen, verteilte Systeme
- 2018: Yann LeCun, künstliche Intelligenz
- 2023: Shafi Goldwasser, Kryptographie und Machine Learning